# Луговой (Зеленодольский район)
 Луговой  — поселок в Зеленодольском районе Татарстана. Входит в состав городского поселения Нижние Вязовые.

## География
Находится в западной части Татарстана на расстоянии приблизительно 13 км на юг от районного центра города Зеленодольск в правобережной части района вблизи железнодорожной линии Ульяновск-Свияжск.

## История
Основан в 1920-е годы.

## Население
Постоянных жителей было в 1949—204, в 1958 — 93, в 1970 — 60, в 1979 — 44, в 1989 — 21. Постоянное население составляло 12 человек (русские 83 %) в 2002 году, 2 в 2010.